# Igor Majcen
Za plavalca Igorja Majcna glej Igor Majcen (plavalec).
Igor Majcen, slovenski skladatelj, pedagog in zborovodja, * 22. julij 1952, Maribor.

## Življenjepis
V Mariboru je končal Pedagoško akademijo (oddelek za glasbeno vzgojo) leta 1976, na Akademiji za glasbo v Ljubljani pa je leta 1982 v razredu prof. Uroša Kreka končal študij kompozicije. Med letoma 1983 in 1987 se je izpopolnjeval še na Visoki glasbeni šoli v Freiburgu pri prof. Klausu Huberju. Živi in deluje v Freiburgu (Nemčija).
Na svoji življenjski poti se je soočal z različnimi glasbeniškimi deli: bil je učitelj glasbene vzgoje, arhivar v Slovenski Filharmoniji, notograf, kaligraf, lektor in zborovodja. Ves čas deluje tudi kot skladatelj, čeprav to ni njegov eksistenčni poklic. 